# 竹子林車両基地
竹子林車両基地（ちくしりん-しゃりょうきち）は、広東省深圳市福田区に位置する深圳地下鉄の車両基地である。1号線の車両が配置されている。竹子林駅と回送線で連絡されている。

## 概要
1号線（羅宝線）羅湖駅～機場東駅間開業に伴い設置された。

## 歴史
- 2004年12月28日 - 竹子林車両基地の運営開始。

## 配置車両
以下は2011年1月現在の配置車両である。
- MOVIA電車
  - 6両編成22本、計132両が配置されている。
- 長春製の電車
  - 6両編成4本、計24両が配置されている。
- 株洲製の電車
  - 6両編成26本、計156両が配置されている。